# Sara Hughes
Sara Hughes (Costa Mesa, 15 februari 1995) is een Amerikaans beachvolleyballer. Met Kelly Cheng won ze in 2023 de wereldtitel. Ze nam eenmaal deel aan de Olympische Spelen.

## Carrière

### Jeugd
Hughes komt uit een volleybalfamilie en begon op achtjarige leeftijd met beachvolleybal. Ze trainde onder meer onder Misty May-Treanor. Als tiener volleybalde ze in de zaal voor het schoolteam van Mater Dei High School in Santa Ana. Gedurende haar studie aan de University of Southern California legde ze zich wederom toe op het beachvolleybal. Tussen 2011 en 2014 nam ze deel aan meerdere wereldkampioenschappen voor junioren. Het eerste jaar eindigde ze met Justine Wong-Orantes als negende bij de WK onder 19 in Umag en nam ze met Caitlin Racich deel aan de WK onder 21 in Halifax. Het jaar daarop deed ze met Wong-Orantes mee aan de WK onder 19 in Larnaca en eindigde ze met Summer Ross op de vierde plaats bij de WK onder 21 in Halifax. In 2013 won Hughes met Kelly Cheng de bronzen medaille bij de WK onder 19 in Porto. Een jaar later herhaalde het duo de prestatie door brons te winnen bij de WK onder 21 in Larnaca. Met Kellie Woolever eindigde Hughes daarnaast als vijfde bij de WK onder 23 in Mysłowice. 

### 2012 tot en met 2018
Hughes debuteerde in 2012 in de FIVB World Tour toen ze met Kaitlin Nielsen meedeed aan de kwalificaties voor het Open-toernooi van Bang Saen. Het jaar daarop won ze met Lane Carico het toernooi van Boqueron in het continentale circuit. In 2014 maakte ze haar debuut in de AVP Tour, waar ze met drie verschillende partners aan drie toernooien deelnam, en behaalde ze twee tweede plaatsen in de Noord-Amerikaanse competitie. Van 2015 tot 2018 vormde Hughes een vast duo met Cheng. Het eerste jaar kwamen ze in eigen land tot een derde plaats in New York en een negende plaats in Manhattan Beach. In de World Tour bleven ze steken in de kwalificaties voor de Grand Slam van Long Beach. In het continentale circuit behaalden ze een overwinning in Varadero en een derde plaats in North Bay. Het daaropvolgende seizoen boekten ze twee overwinningen in de Noord-Amerikaanse competitie (North Bay en Boqueron) en wonnen ze bovendien de wereldtitel voor studenten in Pärnu. In de World Tour namen ze deel aan twee toernooien met een negende plaats in Long Beach als beste resultaat. In de binnenlandse competitie eindigden ze als derde in New York en als tweede in San Francisco.
In 2017 deden Hughes en Cheng mee aan vijf reguliere FIVB-toernooien waarbij zowel in Rio de Janeiro als in Poreč de kwartfinale gehaald werd. Bij de WK in Wenen werden ze in de achtste finale uitgeschakeld door de latere kampioenen Laura Ludwig en Kira Walkenhorst. In de AVP Tour kwamen ze bij vier toernooien tot een overwinning in Chicago en een derde plaats in Manhattan Beach. Verder deed Hughes aan het begin van het seizoen met Lauren Fendrick mee aan het internationale toernooi van Fort Lauderdale. Het jaar daarop nam Hughes met Cheng nog deel aan twee FIVB-toernooien, waarna ze de rest van het seizoen met Summer Ross speelde. Het tweetal deed op mondiaal niveau mee aan tien toernooien. Ze behaalden daarbij een overwinning in Moskou, een derde plaats in Espinho en vijfde plaatsen in Xiamen, Huntington Beach en Wenen. In de AVP Tour was het duo goed voor twee overwinningen (New York en Hermosa Beach) en twee tweede plaatsen (Chicago en Waikiki).

### 2018 tot en met 2022

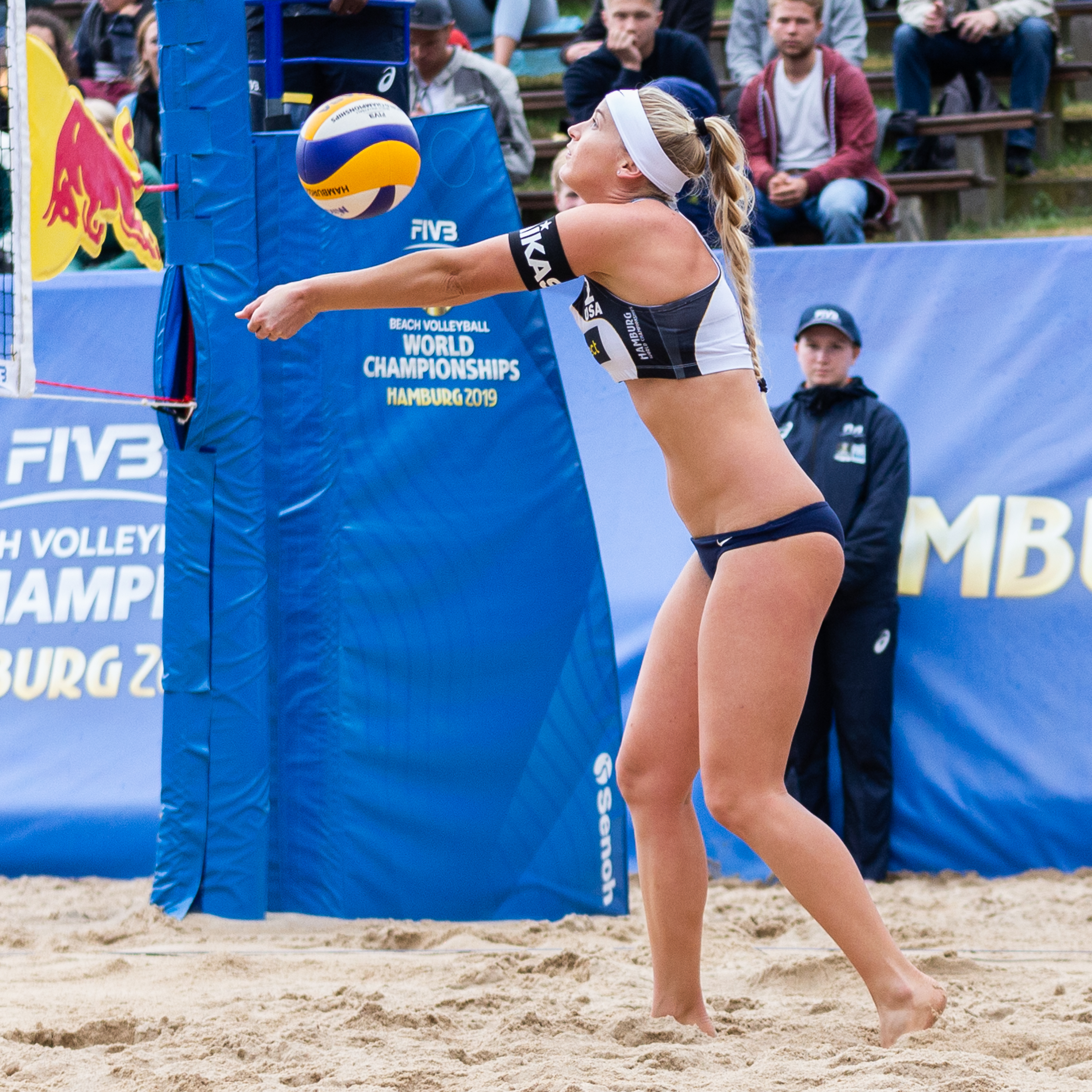
Hughes in actie tijdens de WK in Hamburg (2019)

Het daaropvolgende seizoen namen Hughes en Ross deel aan acht reguliere toernooien in de World Tour. Ze behaalden daarbij een derde plaats in Yangzhou en een vierde plaats in Xiamen. Bij de WK in Hamburg verloren ze in de kwartfinale van hun landgenoten April Ross en Alix Klineman. In het nationale circuit speelden ze twee wedstrijden met twee derde plaatsen als resultaat (Huntington Beach en New York). Met Brandie Wilkerson behaalde Hughes eveneens twee derde plaatsen (Manhattan Beach en Chicago). In het seizoen 2019/20 deed Hughes met drie verschillende partners mee aan drie toernooien; met Fendrick won ze het toernooi van Siem Reap. Met Wilkerson behaalde ze in de AVP Tour een tweede en derde plaats in Long Beach. Het jaar daarop kwamen Hughes en Wilkerson bij drie toernooien in de binnenlandse competitie niet verder dan twee vijfde plaatsen. In de World Tour partnerde Hughes achtereenvolgens met Emily Day (eerste in Rubavu), Megan Kraft (negende in Brno) en Terese Cannon (derde in Itapema).
In 2022 vormde Hughes in eerste instantie een duo met Kelley Kolinske. In eigen land was het team bij zeven toernooien goed voor een overwinning (Manhattan Beach) en vier derde plaatsen (Hermosa Beach, Fort Lauderdale, Atlanta en Phoenix). In de Beach Pro Tour – de opvolger van de World Tour – namen Hughes en Kolinske deel aan vijf toernooien. Ze wonnen daarbij in Itapema en eindigden als vierde in Jūrmala. Bij de WK in Rome bereikten ze de kwartfinale die verloren werd van het Zwitserse duo Joana Heidrich en Anouk Vergé-Dépré. In november dat jaar keerde Hughes terug aan de zijde van Cheng. Ze wonnen diezelfde maand het AVP-toernooi van Huntington Beach en beide Beach Pro-toernooien van Torquay. In januari 2023 won het tweetal bovendien de Finals in Doha ten koste van de Braziliaanse wereldkampioenen Duda Lisboa en Ana Patrícia Ramos.

### 2023 tot heden
Het seizoen daarop deden Hughes en Cheng mee aan tien toernooien in de Beach Pro Tour. Ze behaalden daarbij een overwinning in Tepic, een tweede plaats in Gstaad, een vierde plaats in Uberlândia en vijf vijfde plaatsen (Doha, La Paz, Ostrava, Hamburg en Parijs). In Tlaxcala won het duo de wereldtitel door Duda en Ana Patrícia in de finale in twee sets te verslaan. Ze sloten het internationale seizoen af met een negende plaats bij de Finals in Doha. Bij vier toernooien in de AVP Tour eindigden ze tweemaal als eerste (New Orleans en Huntington Beach) en tweemaal als derde (Atlanta en Chicago). In 2024 speelden Hughes en Cheng vijf toernooien in de Beach Pro Tour. Ze wonnen het Elite16-toernooi van Ostrava en eindigden als derde in Doha. Het duo had zich als derde team op de olympische ranglijst geplaatst voor de Olympische Spelen in Parijs. Daar bereikten ze de kwartfinale die verloren werd van het Zwitserse tweetal Tanja Hüberli en Nina Brunner. In de Amerikaanse competitie kwamen ze bij drie toernooien tot drie derde plaatsen (Huntington Beach, Manhattan Beach en Chicago).

## Palmares
Kampioenschappen
- 2013:  WK U19
- 2014:  WK U21
- 2017: 9e WK
- 2019: 5e WK
- 2022: 5e WK
- 2023:  WK
- 2024: 5e OS

FIVB World Tour
- 2018:  4* Espinho
- 2018:  4* Moskou
- 2018:  4* Yangzhou
- 2020:  2* Siem Reap
- 2021:  2* Rubavu
- 2021:  4* Itapema

Beach Pro Tour
- 2022:  Itapema Challenge
- 2022:  Torquay Challenge
- 2022:  Elite16 Torquay
- 2023:  Beach Pro Tour Final Doha
- 2023:  Elite16 Tepic
- 2023:  Elite16 Gstaad
- 2024:  Elite16 Doha
- 2024:  Elite16 Ostrava